# 沈众
沈眾（503年—558年），南朝梁、南朝陳政治人物，表字仲師，吴興郡武康县（今浙江德清西）人。陈武帝时中书令。

## 生平
沈約之孙，給事黄門侍郎沈旋之子。自幼好学，善文词，有文才。初任南朝梁鎮衛南平王法曹参軍、太子舍人。梁武帝制《千字詩》，沈众为之注解，和謝景一起被召见在文德殿，受武帝之命作《竹赋》，深得武帝赏识。大同年間，当陽公蕭大心出任郢州刺史，沈众在他属下任限内記室参軍。後任鎮南湘東王記室参軍，转任太子中舍人，兼散騎常侍。奉命出使西魏，回国後，担任驃騎廬陵王諮議参軍。
太清二年（548年）侯景之乱爆发，沈众回到故乡吴興郡召募士兵，聚集宗族义附部曲五千人，援救建康，驻军小航。和侯景在東府的驻军对峙。武帝在城内遥授沈众为太子右衛率。建康陷落後，沈众降侯景。
侯景之乱被平定，沈众到荊州江陵，梁元帝任命他为太子中庶子、荊州大中正。转任司徒左長史。承聖三年（554年），西魏攻陷江陵，沈衆被西魏俘虏，后来逃还建康。梁王蕭方智承制，任命沈众为御史中丞。紹泰元年（555年）受侍中之位，转任左民尚書。
永定元年（557年），陳朝建国，沈众担任中書令。永定二年（558年），兼起部尚書。沈众本为陈武帝所敬重，所受赏赐，超过他人。但他为人吝啬，经营家产，积累钱帛以亿计，却从不分遗亲友。他自我奉养也很俭薄，每当举行朝会时，他有好衣服不穿，穿着破衣烂衫，有僮仆不用，亲自手提冠履。他监造太极殿，沈众还是衣衫襤褸，带系麻绳，带着乾魚、野菜作为食物，朝士对他很看不惯。沈众性格急躁，忿恨诋毁公卿，誹謗朝廷。激怒了陈武帝陳霸先，因为沈众有名望，没有处理他。後因沈众休假回到武康县，在吴中被赐死。享年五十六岁。

## 延伸阅读
[在维基数据编辑]
 《陳書/卷18》，出自姚思廉《陳書》